# Filippo di Colloredo-Mels
Frà Filippo di Colloredo-Mels (Colloredo di Monte Albano, 28 novembre 1778 – Recanati, 9 ottobre 1864) fu luogotenente generale del Sovrano Militare Ordine di Malta.

## Biografia
Filippo di Colloredo-Mels nacque il 28 novembre 1778 nel castello di Colloredo di Monte Albano, presso Udine, dal marchese Girolamo di Colloredo e da Antonia di Filippo di Colloredo, entrambi della nobile famiglia friulana dei conti di Colloredo-Mels: venne subito destinato ad entrare nel Sovrano Militare Ordine di Malta al quale venne iscritto ancora in fasce nel suo primo anno di vita, il 28 novembre 1779.
Divenuto adulto fece la propria professione ufficiale dei voti dell'Ordine l'8 maggio 1840.
Nel 1845 Fra' Filippo di Colloredo-Mels venne nominato Luogotenente dell'Ordine di Malta, il titolo che sostituiva quello di Gran Maestro, all'epoca soppresso (venne ristabilito solo nel 1879). Durante il suo governo fu decisa l'abolizione delle “Lingue”, mentre nacquero invece le Associazioni nazionali dei Cavalieri. La prima ad essere fondata fu quella tedesca nel 1859, seguita nel 1875 dalla quella britannica e da quella italiana nel 1877.
Nel 1848, i rivoluzionari espulsero il Papa da Roma, ma nel 1850, quando i francesi di Luigi Napoleone Bonaparte riuscirono ad abbattere la Repubblica romana, il Papa poté fare ritorno. Fra' Filippo di Colloredo-Mels offrì a Pio IX la difesa armata del Vaticano, ma gli Ospitalieri avevano pochi membri in grado di portare le armi e la proposta venne quindi respinta, ed il papa preferì costituire il reggimento Esteri, i futuri Zuavi pontifici.
Poi Fra' Filippo di Colloredo-Mels tentò di ritornare all'idea della sicurezza e della protezione dei pellegrini che si recavano a Gerusalemme, cioè ritornare alle motivazioni per cui l'Ordine era nato 750 anni prima. Tuttavia, il governo francese rispose che l'Ordine non era in grado di difendersi, tanto meno era in grado di difendere chiunque a Gerusalemme.
Il Papa Pio IX propose di creare un consolato del Vaticano Gerusalemme, che doveva essere custodito da Cavalieri dell'Ordine, ma la Turchia, che possedeva la Città Santa, non poteva accettare la presenza di cristiani armati nel suo territorio, e nel 1859 l'idea fu sepolta.
Filippo di Colloredo-Mels morì a Recanati ove si trovava in villeggiatura, il 9 ottobre 1864.